# Melanargia halimede
Melanargia halimede är en fjärilsart som beskrevs av Ménétriés 1859. Melanargia halimede ingår i släktet Melanargia och familjen praktfjärilar. Inga underarter finns listade i Catalogue of Life.